# الشعراء (دمياط)
شط الشعرا أو الشعراء هي إحدى قرى مركز دمياط التابع لمحافظة دمياط بجمهورية مصر العربية، ومن أبنائها الشاعر فاروق شوشة

## التاريخ
قرية شط الشعرا من القرى القديمة، واسمها الأصلي «منية بو سليم» التي أورد ابن دقماق اسمها في كتابه «الانتصار لواسطة عقد الأمصار» ضمن ضواحي ثغر دمياط، ثم أصبحت من توابع نواحي شطوط دمياط حتى فُصلت عنها سنة 1872م إداريًا، وفي سنة 1936م صدر قرار بفصلها عنها من الوجهة المالية، وبذلك أصبح شط الشعرا ناحية قائمة بذاتها.